# Élections législatives de 1946 dans la Vendée
Les élections législatives françaises de 1946 se tiennent le 10 novembre. Ce sont les premières élections législatives de la Quatrième république, après l'adoption lors du référendum du 13 octobre d'une nouvelle constitution.

## Mode de scrutin
L'Assemblée nationale est composée de 618 sièges pourvus au scrutin proportionnel plurinominal suivant la règle de la plus forte moyenne dans le cadre départemental, sans panachage. 
Le vote préférentiel est admis, en inscrivant un numéro d'ordre en face du nom d'un, de plusieurs ou de tous les candidats de la liste. Mais l'ordre ne pourra être modifié que si au moins la moitié des suffrages portés sur la liste est numéroté. Dans les faits les modifications ne dépasseront jamais les 7%.
Dans le département du Vendée, cinq députés sont à élire.

## Élus
| Député sortant            | Parti | Parti | Député élu ou réélu       | Parti | Parti |
| ------------------------- | ----- | ----- | ------------------------- | ----- | ----- |
| Georges Gorse             |       | SFIO  | Georges Gorse             |       | SFIO  |
| Lionel de Tinguy du Pouët |       | MRP   | Lionel de Tinguy du Pouët |       | MRP   |
| Louis Michaud             |       | MRP   | Louis Michaud             |       | MRP   |
| Armand de Baudry d'Asson  |       | PRL   | Armand de Baudry d'Asson  |       | PRL   |
| Charles Rousseau          |       | PRL   | Charles Rousseau          |       | PRL   |

## Résultats

### Résultats à l'échelle du département
| Parti    | Parti                                          | Tête de liste             | Résultats | Résultats | Sièges |  |
| Parti    | Parti                                          | Tête de liste             | Voix      | %         |        |  |
| -------- | ---------------------------------------------- | ------------------------- | --------- | --------- | ------ |  |
|          | Mouvement républicain populaire                | Lionel de Tinguy du Pouët | 70 104    | 35,39     | 2      |  |
|          | Parti républicain de la liberté                | Armand de Baudry d'Asson  | 59 105    | 29,84     | 2      |  |
|          | Section française de l'Internationale ouvrière | Georges Gorse             | 27 557    | 13,91     | 1      |  |
|          | Parti communiste français                      | Odette Roux               | 26 944    | 13,60     | -      |  |
|          | Rassemblement des gauches républicaines        | Raymond Boisdé            | 14 366    | 7,25      | -      |  |
|          |                                                |                           |           |           |        |  |
| Inscrits | Inscrits                                       | Inscrits                  | 242 707   | 100,00    | 5      |  |
| Votants  | Votants                                        | Votants                   | 203 294   | 83,76     |        |  |
| Exprimés | Exprimés                                       | Exprimés                  | 198 076   | 97,43     |        |  |